# Jenny Taft
Jenny Taft (Edina, 5 de septiembre de 1987) es una presentadora deportiva estadounidense.

## Trayectoria
Taft nació en la localidad estadounidense de Edina, Minnesota. Se graduó en el Edina High School. Se graduó en 2010 en periodismo radiofónico en la Universidad de Boston. Durante su etapa universitaria, compitió en la primera división de lacrosse.
En 2011, inició su carrera televisiva en el canal Fox Sports North como "Fox Sports Girl" de los Minnesota Lynx de la Women's National Basketball Association. Dos años después, pasó a formar parte del equipo de noticias y resúmenes del canal Fox Sports 1, uniéndose a Don Bell, Julie Stewart-Binks, Ryan Field y Molly McGrath.
En 2018, comenzó a participar en varios programas del canal FS1, mientras continuó siendo reportera de fútbol americano universitario. En 2020, Taft se convirtió en reportera de Battlebots en Discovery Channel. En 2020, fue reportera en la pista de los juegos XFL para el programa Big Noon Saturday de la cadena Fox Sports.
Ha sido moderadora en el programa Undisputed del canal Fox Sports 1, presentadora de la exposición canina del Westminster Kennel Club y reportera de eventos como el Supercross de 2013, la Copa Mundial Femenina de Fútbol de 2015 la Copa Mundial de Fútbol de 2018 y la Copa Mundial Femenina de Fútbol de 2019. También ha colaborado en las redes sociales del equipo de béisbol Minnesota Twins. 

## Vida personal
Taft es la hija de John Taft, un ex defensa profesional de hockey sobre hielo y miembro del equipo nacional masculino de hockey sobre hielo de los Estados Unidos en los Juegos Olímpicos de Innsbruck 1976. En 2015, Taft se casó con Matt Gilroy, que jugó durante cinco años en la National Hockey League, incluyendo dos etapas con los New York Rangers.